# 欣田邨
欣田邨（英語：Yan Tin Estate），是香港房屋委員會轄下公共屋邨，項目編號為TM21，位於香港新界屯門第54區2號，門牌號碼為屯門青麟路39號。欣田邨原址是紫田村的一部分，其中部份是原居民的土地和非原居民的土地，原居民土地分別有陶、鄧、廖、陳、鍾等幾姓，後來政府收地興建為欣田邨。
屋邨項目由房屋署總建築師負責整體設計；興業建築師有限公司負責詳細建築設計工作，金門建築負責興建，嘉怡物業管理有限公司負責物業管理。全邨佔地4.2公頃，共有5座33至38層高的住宅大樓（即不高於海拔120米），樓宇採用構件式單位的非標準型設計出租公屋，提供4,687個單位供13,500人居住。邨內附設幼稚園、休憩空間、街市、商店及診所等設施。前期土地平整工程於2011年展開，2013年初正式動工興建，於2018年3月23日起入伙。

## 歷史
明末清初，已有廖氏和陳氏客家原居民居住此地。
2001年，政府首次公佈屯門第54區的規劃，包括收回全部非原居民土地，及陶姓、鄧姓、廖姓、陳姓、鍾姓原居民的土地；唯最後到2009年公佈的收地範圍包括非原居民農村和原居民的田地，原居民村得以保留。為避免拆卸原居民丁屋「紫田花園」及徵收原居民的土地，修改原有圖則，縮小徵收範圍，使當中「逸田樓」興建的單位數目減少。
紫田村於2010年共有106個住戶。同年8月，地政總署曾經派人入村收地，紫田村50多名村民封路抗爭，不滿賠償過少，以及清拆戶入住公屋要入息審查不合理。當時仍約有30戶拒絕聽從當局的要求於指定限期前遷出，因此當局將限期由2010年9月9日延遲至9月27日。因為原居民村長並無為此守衛紫田村之利益，因而重選村長，把舊村長趕下台，以挽回紫田村之名聲。而新任村長鄧德森凡事親力親為，表現獲不少村民讚許。
其後紫田村居民於2010年9月入稟高等法院，要求推翻地政總署搬遷令，法官林文瀚於9月24日裁定村民敗訴。林文瀚在40多頁的書面判詞指出，政府的搬遷令並無不合理及不恰當的地方，認為政府有向村民提供安置及賠償安排，已平衡村民及公眾的利益，是公平的做法。林文瀚又強調，政府的政策，並無規定收地賠償時，要提供完全同等條件，強調要按照社會資源及經濟情況考慮。

## 設施
屋邨內設有多項休憩設施，包括6個兒童遊樂場、兩個羽毛球場、籃球場、乒乓球檯和緩跑徑、東華三院馬陳家歡幼稚園 （页面存档备份，存于） 及長者日間護理中心等。

### 區議員辦事處
- 賴嘉汶議員辦事處：俊田樓地下1號[10]

## 所屬選區
欣田邨屬於屯門區議會的欣田選區 ，現由民建聯以及新界社團聯會成員、青年民建聯副秘書長、公屋聯會執委賴嘉汶擔任當區區議員。而在立法會地區直選中，則屬於新界西（LC4）選區；自2021年起，改為屬新界西北選區（LC8），有2名立法會議員。

### 歷屆議員
| 屆別           | 議員   | 政治聯繫 | 政治聯繫 |
| -------------- | ------ | -------- | -------- |
| 2020年－2023年 | 賴嘉汶 |          | 民建聯   |

## 事件
2019年11月26日凌晨1時，一名36歲的曾姓男子，在商場一間便利店內遭兩名持刀身穿黑衫和黑長褲的男子追斬，其腳部等部位受伤。救護員随即将伤者送往屯門醫院搶救，當時他仍处于昏迷状态，而凶手仍然在逃，下落不明。据报道，事主疑曾因金錢及生意問題，在便利店內與人爭執，警方也将该案件列作「傷人」處理。

## 外部連結
- 房委會物業位置及資料 欣田邨（页面存档备份，存于）
- (PDF). 屯門區議會2012-2013年環境、衞生及地區發展委員會.   [2016-05-06]. （原始内容存档 (PDF)于2016-07-05）.
- 欣田邨（页面存档备份，存于）